# Thập niên 780

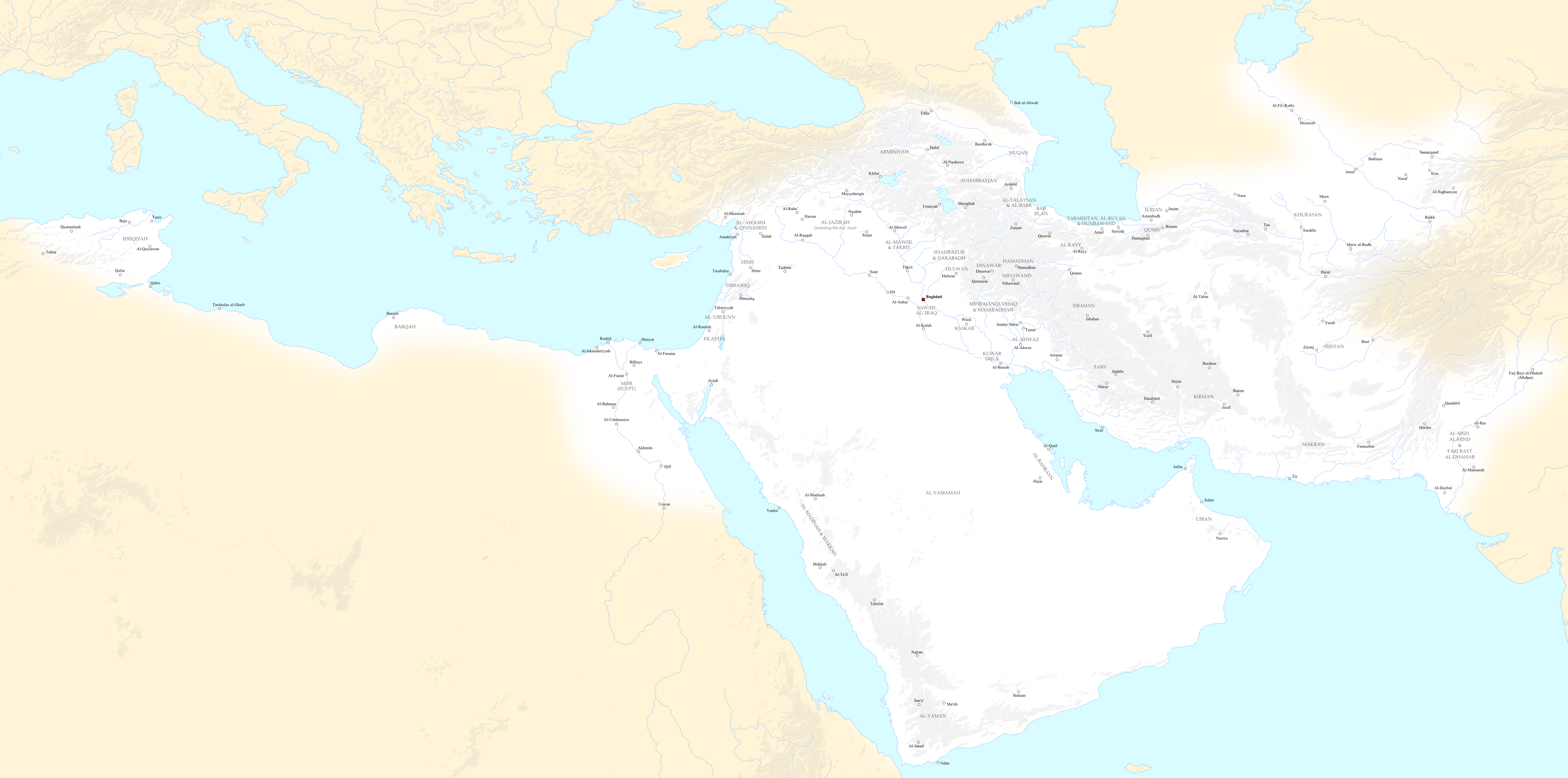
Tỉnh Abbasid khoảng 788.

Thập niên 780 hay thập kỷ 780 chỉ đến những năm từ 780 đến 789.